# Genius + Soul = Jazz
Genius + Soul = Jazz è un album discografico di Ray Charles pubblicato nel 1961 dalla Impulse! Records.

## Il disco
Si tratta del primo ed ultimo album che Charles pubblicò per la nota etichetta di jazz Impulse! dopo il suo passaggio dalla Atlantic Records alla ABC Paramount. Contiene arrangiamenti orchestrali ad opera di Quincy Jones e Ralph Burns, Charles è accompagnato dai membri dell'orchestra di Count Basie. Il disco è stato ristampato dalla Rhino Records nel 1997 su CD insieme all'album My Kind of Jazz del 1970.

## Tracce
1. From the Heart – 3:30
2. I've Got News for You (Ray Alfred) – 4:28
3. Moanin' (Bobby Timmons) – 3:14
4. Let's Go – 2:39
5. One Mint Julep (Rudy Toombs) – 3:02
6. I'm Gonna Move to the Outskirts of Town (William Weldon/Roy Jacobs) – 3:38
7. Stompin' Room Only – 3:35
8. Mister C – 4:28
9. Strike Up the Band – 2:35
10. Birth of the Blues – 5:05

### Tracce aggiuntive nella ristampa del 1997 (My Kind of Jazz)
1. Golden Boy (Strouse)
2. Booty-Butt (Charles)
3. This Here (Timmons)
4. I Remember Clifford (Golson)
5. Sidewinder (Morgan)
6. Bluesette (Thielemans)
7. Pas-Se-O-Ne Blues (Anderson)
8. Zig Zag (Baker)
9. Angel City (Edwards)
10. Señor Blues (Silver)

## Musicisti
- Ray Charles - voce, organo Hammond B-3
- Thad Jones - cornetta
- Freddie Green - chitarra
- Billy Mitchell - sassofono
- Frank Wess - sassofono
- Quincy Jones - arrangiamenti
- Ralph Burns - arrangiamenti